# Willem Scholten
Willem Scholten (Deventer, 1º giugno 1927 – Leidschendam, 1º gennaio 2005) è stato un politico olandese, membro dell'Unione Cristiano Storica e del successore Appello Cristiano Democratico, è Ministro della difesa nel Governo van Agt I.

## Biografia
Willem Scholten ha studiato dal 1945 al 1950 a Rotterdam. È diventato membro del CHU e successivamente del CDA. Ha ricoperto incarichi di rilievo presso il Ministero delle finanze e membro del Parlamento europeo. Il 1º luglio 1997 è stato nominato Ministro di Stato. Dal luglio 1997 al dicembre 1999, è stato presidente della commissione consultiva "financiële tegoeden WO-II" nei Paesi Bassi. Il 15 dicembre 1999 è stato pubblicato il rapporto finale di questa commissione.
Scholten è morto all'età di 77 anni.